# Fridolf Dalin
Fridolf Rickard Napoleon Dalin, född 30 juni 1900 i Julita församling, död 30 juli 1979 i Strängnäs, var en svensk konstnär. 
Dalin var som konstnär autodidakt. Hans bildkonst består av landskap, porträtt, sagomotiv och religiösa motiv. Som skulptör snidade han krucifix och trollfigurer samt gjorde intarsiaarbeten.
Han var son till skogvaktaren Carl Mauritz Dalin och Emma Charlotta Larsson samt från 1930 gift med Berta Margareta Dahlquist. Makarna är begravda på Gamla kyrkogården i Strängnäs.